# Corynopuntia marenae
Corynopuntia marenae är en kaktusväxtart som först beskrevs av S.H. Parsons, och fick sitt nu gällande namn av M.P. Griff.. Corynopuntia marenae ingår i släktet Corynopuntia, och familjen kaktusväxter. Inga underarter finns listade i Catalogue of Life.